# 小行星4177
小行星4177（英語：4177 Kohman）是一颗围绕太阳公转的小行星。1987年9月21日，愛德華·鮑威爾在可可尼诺县发现了此天体。
这颗小行星的绝对星等为158.15493等。